# Shrek 2
Shrek 2 è un film d'animazione del 2004 diretto da Andrew Adamson, Kelly Asbury e Conrad Vernon.
Secondo capitolo della serie cinematografica di Shrek dopo Shrek (2001), è basato sul libro illustrato Shrek! (1990) di William Steig. Al termine dei titoli di coda vi è una dedica (che mostra Shrek e Ciuchino osservare la luna, esattamente come nel primo film) allo scrittore, deceduto il 3 ottobre 2003 a 95 anni durante la lavorazione del film.
Shrek 2 è stato presentato in anteprima al Festival di Cannes 2004, dove ha gareggiato per la Palma d'Oro, ed è uscito nelle sale il 19 maggio 2004. Accolto con recensioni molto favorevoli come il suo predecessore, il film ha incassato 928,7 milioni di dollari in tutto il mondo. Ha segnato il secondo weekend di apertura di tre giorni più grande nella storia degli Stati Uniti e la più grande apertura di un film d'animazione al momento della sua uscita, oltre ad essere stato in quel momento il film di maggior successo della DreamWorks Animation fino ad oggi e quello con il maggior incasso di tutti i tempi in tutto il mondo, fino a quando Toy Story 3 lo ha superato nel 2010 (ad oggi è 18° in tale lista). 
Il film ha ricevuto due nomination all'Oscar, una per il miglior film d'animazione (persa e andata a Gli Incredibili della Disney-Pixar) e l’altra per la migliore canzone originale (Accidentally In Love dei Counting Crows, peraltro eseguita durante la cerimonia).

## Trama
Tanto tempo fa, in un paese molto molto lontano, un re e una regina avevano rinchiuso la loro figlia, la principessa Fiona, vittima di un terribile incantesimo che ogni notte la obbliga a trasformarsi in un'orchessa, nella torre più alta di una fortezza posta nel cratere di un vulcano e sorvegliata da una Draghessa. L’aitante principe Azzurro compie un lungo e pericoloso viaggio per salvarla, ma una volta arrivato a destinazione trova solamente il lupo cattivo, intento a leggere la fiaba dei tre porcellini, il quale lo informa che Fiona è già stata salvata da qualcun altro ed è in viaggio di nozze.
Quest'ultima e Shrek, infatti, sono appena tornati alla palude dopo la luna di miele e si preparano a vivere la loro vita insieme. Nel giardino di casa loro, però, si presenta un araldo che annuncia che i due sono stati invitati dai genitori di Fiona, re Harold e regina Lillian, a recarsi nel regno di Molto Molto Lontano per partecipare a un ballo di gala in onore delle loro nozze e per ricevere la benedizione regale. Fiona è entusiasta all’idea di riabbracciare i genitori e non vede l’ora di partire, ma Shrek si mostra preoccupato: lui teme che i suoceri possano reagire male nel vedere la figlia trasformata in orco e non ha nessuna intenzione di andare a Molto Molto Lontano, salvo poi cedere su insistenza della moglie. I due partono insieme a Ciuchino alla volta del regno, affidando la palude al lupo cattivo, ai tre porcellini, a Pinocchio, a Zenzy e ai tre topini ciechi. 
Arrivata a destinazione dopo un lungo viaggio, la nuova coppia reale viene inizialmente accolta con grande gioia da tutta la popolazione, ma i presenti, re e regina inclusi, rimangono sbigottiti quando Fiona e Shrek scendono dalla carrozza; tra quest'ultimo e re Harold è subito alta tensione e la sera stessa, a cena, Shrek innesca una lite con il suocero: a seguito di tale avvenimento, Fiona, offesa dalla situazione, si rinchiude nella sua stanza iniziando a piangere. Le sue lacrime invocano la “sua” Fata Madrina, che cerca di consolarla tramite doni lussuosi. Fiona, pur ringraziandola, afferma che non ne ha bisogno e le racconta di essersi sposata con Shrek, motivo per cui non ha l'aspetto originario. Dopo essersi congedata da lei (lasciandole un biglietto da visita di cui poi l'orco si appropria), la fata si incontra in segreto con Harold: si scopre così che fu proprio lei ad applicare l’incantesimo a Fiona e a consigliare di conseguenza ai sovrani di rinchiuderla nella torre in attesa che suo figlio, il principe Azzurro, la salvasse, spezzasse la maledizione e divenisse il re di Molto Molto Lontano; Harold aveva accettato poiché, in caso di rifiuto, la Fata Madrina avrebbe rivelato un patto segreto che il monarca aveva stretto con lei anni prima. Dopo la discussione, il sovrano si reca segretamente alla malfamata locanda La mela avvelenata, ritrovo di tutti i cattivi delle favole, dove assolda il Gatto con gli Stivali come sicario per uccidere il genero. Più tardi, fingendo di scusarsi con Shrek per la lite di poche ore prima, lo invita a passare una giornata con lui per una caccia mattutina, affinché il Gatto con gli Stivali lo uccida. 
La mattina seguente, Shrek e Ciuchino partono per la caccia seguendo le indicazioni date da Harold. Lungo la strada incontrano il Gatto con gli Stivali, che cerca di uccidere l'orco: il felino, però, diventa inoffensivo subito dopo aver vomitato una palla di pelo. Shrek, scoperto che il felino ha ricevuto l'ordine di eliminarlo proprio dal sovrano, rimane sconfortato, e volendo rendere felice Fiona si dirige, insieme a Ciuchino e al Gatto (il quale, riconoscendosi debitore nei confronti dell'orco, ha deciso di seguirlo), al laboratorio industriale di pozioni magiche della Fata Madrina tramite il biglietto da visita che aveva tolto a Fiona: questa, citando gli esempi di alcune famose fiabe, gli risponde che gli orchi non vivono "per sempre felici e contenti" e lo congeda. Shrek non si arrende e insieme ai suoi amici entra nella stanza delle pozioni, dove il Gatto scorge quella denominata «Per sempre felici e contenti», dagli effetti prodigiosi, seppur momentanei: se uno dei due innamorati la berrà, entrambi otterranno felicità, conforto e bellezza divina; decidono perciò di rubarla. Il furto si rivela più rocambolesco del previsto: gli operai del laboratorio tentano di fermarli, ma vengono tutti trasformati in colombe grazie a un preparato fatto rovesciare dall'orco durante la fuga. In seguito la Fata Madrina, informata del furto della pozione, decide di sfruttare la cosa a suo vantaggio.
Usciti, Shrek si prepara a bere la pozione magica: Ciuchino però manifesta alcuni dubbi sull'efficacia della stessa e ne beve alcuni sorsi, cosa che poco dopo fa anche l'orco, senza però che sia sortito alcun effetto. Il giorno dopo si manifestano gli effetti: Shrek e l'asino si risvegliano completamente trasformati, il primo in un giovane rubacuori e il secondo in uno stallone bianco. Il Gatto avverte l'orco che, affinché gli effetti della pozione siano permanenti, dovrà baciare Fiona, anche lei nel frattempo risvegliatasi nel corpo dell'umana che era in origine, entro la mezzanotte di quello stesso giorno. Shrek ritorna al castello, ma è vittima di un inganno della Fata Madrina: ella ha infatti spacciato suo figlio per l'orco trasformato, confondendo Fiona; mentre il vero Shrek osserva la scena da lontano, la fata lo convince a lasciare andare la moglie, pensando che sia meglio che lei realizzi il suo sogno di sposare un principe e vivere come una vera principessa.
L'orco, sconfortato, si ferma con Ciuchino e il Gatto alla Mela avvelenata, dove inaspettatamente vedono arrivare re Harold e lo origliano: lui è in combutta con Madrina e il principe stesso è figlio della Fata, che consegna al re una fiala contenente un filtro d'amore che, se bevuto da Fiona, la farà innamorare del primo uomo che bacerà (che, nelle intenzioni della fata, è Azzurro stesso). Harold non vorrebbe farlo, ma è costretto dalla minaccia della Fata Madrina, la quale gli ricorda il patto stretto anni prima e lo minaccia di rimuovergli il suo "felice e contento". Prima ancora che possano rivelare tutto a Fiona, Shrek, Ciuchino e Gatto vengono scoperti, catturati dalle guardie e imprigionati. Vengono però liberati da Zenzy, Pinocchio, il lupo cattivo, i tre porcellini e i tre topini ciechi, giunti dopo avere saputo della loro prigionia su un notiziario. Per entrare nel castello Shrek si fa aiutare dall'uomo focaccina ("padre" di Zenzy), il quale crea Mongo, un gigantesco sosia del biscotto. Tutti insieme si dirigono verso il castello, dove intanto si sta svolgendo il ballo di gala per Fiona e Shrek.
Nel frattempo la principessa, accortasi dei cambiamenti di carattere del "marito", se ne lamenta con il padre mentre lui sta per darle la bevanda incantata; egli però la convince a partecipare lo stesso al ballo. Con l'aiuto di Mongo, Shrek e i suoi amici irrompono nel castello e alla festa proprio pochi attimi prima che Azzurro baci Fiona. Scoppia così uno scontro in cui la bacchetta magica della Fata Madrina passa di mano in mano dagli amici di Shrek: questa però ordina al figlio di baciare Fiona affinché la pozione faccia effetto e la principessa si innamori di lui, ma subito dopo il bacio lei atterra Azzurro con una testata e si ricongiunge con Shrek: Harold infatti, capendo che la figlia era davvero invaghita dell'orco, aveva scelto di non farle bere il filtro. Il principe intanto si è ripreso dalla testata di Fiona e restituisce la bacchetta a sua madre, la quale si prepara a scagliare contro la principessa e Shrek un maleficio mortale. Un attimo prima che possa colpirli, re Harold si getta in mezzo e l'incantesimo gli rimbalza sull’armatura di ferro, torna indietro e colpisce in pieno la Fata Madrina che rimane uccisa, esplodendo in una nube di bolle di sapone.
A causa della morte della donna e della conseguente estinzione dell’incantesimo, Harold riacquista alla sua forma originale, un rospo. Il sovrano infatti è in realtà un ranocchio che era stato trasformato in uomo dalla Fata Madrina; tanto tempo prima si era innamorato di Lillian e la diabolica Fata, affinché Harold potesse sposarla, lo trasformò in un essere umano ma in cambio costrinse il re a promettere la mano della futura figlia per Azzurro insieme alla corona. Il monarca, pentito per il suo comportamento nei confronti di Shrek, dà ai due sposi la sua benedizione e dice a Lillian che vorrebbe essere l'uomo che lei merita; tuttavia la moglie lo prende e lo accetta così com'è, affermando che in quest'occasione si è dimostrato più uomo più di quanto non lo sia mai stato, nonostante tutto. Nel frattempo scocca la mezzanotte e Shrek, ricordandosi degli effetti della pozione, chiede a Fiona di baciarlo per rendere la magia permanente, ma lei rifiuta: vuole che suo marito sia sé stesso, poiché si è innamorata di lui come orco e non come umano. All'ultimo rintocco della mezzanotte l'incantesimo si dissolve e Shrek, Fiona e Ciuchino tornano come prima. La festa quindi prosegue con un'improvvisazione sulle note di Livin' la vida loca cantata da Gatto e Ciuchino.
In una scena durante i titoli di coda, la Draghessa (diventata moglie di Ciuchino) arriva al castello dopo essersi ripresa da una crisi di nausee e nervosismo, scambiate dall'asino per ostilità, dovute in realtà a una gravidanza: la Draghessa è infatti accompagnata dai loro sei figli, i drughini.

## Produzione
Per realizzare le animazioni sono state impiegate oltre 330 workstation HP con sistema operativo Linux, mentre per la composizione finale delle scene digitali sono stati utilizzati 780 server sempre HP con Linux.
William Steig, autore del libro originale da cui è stato tratto il film, è morto durante le riprese. Il film gli è stato dedicato.
Sebbene in genere ogni attore registri la sua parte da solo, Julie Andrews e John Cleese registrarono sempre le loro parti in coppia.

## Colonna sonora
La colonna sonora è stata pubblicata su etichette DreamWorks Records e Geffen Records.

## Promozione
Per sponsorizzare l'uscita di Shrek 2 nelle sale cinematografiche italiane l'edizione del 16 dicembre 2004 di La Gazzetta dello Sport uscì colorata completamente di verde, anziché il classico rosa.

## Distribuzione
Il film è uscito nelle sale cinematografiche degli Stati Uniti il 19 maggio 2004, mentre nelle sale in Italia il 17 dicembre successivo.

## Accoglienza

### Incassi
Il film è uscito al numero 1 con un totale dal venerdì alla domenica di $ 108 milioni e $ 129 milioni dal suo lancio di mercoledì, da un record di 4.163 sale, per una media di $ 25.952 per sala durante il fine settimana. All'epoca il totale da venerdì a domenica di Shrek 2 era il secondo weekend di apertura più alto, dietro solo ai 114,8 milioni di dollari di Spider-Man. Inoltre, il solo sabato è riuscito a ottenere $ 44,8 milioni, rendendolo il più alto incasso giornaliero dell'epoca, battendo il primo sabato lordo di Spider-Man di $ 43,6 milioni. Alla fine il film ha incassato 441,2 milioni di dollari a livello nazionale (Stati Uniti e Canada) e 487,5 milioni di dollari nei mercati esteri per un totale di 928,7 milioni di dollari in tutto il mondo. È rimasto il film d'animazione con il maggior incasso mondiale fino all'uscita di Toy Story 3 (2010).
Shrek 2 ha ottenuto il terzo miglior risultato nel weekend d'esordio della storia del cinema, battendo il precedente record per i film d'animazione segnato dal cartoon della Disney-Pixar Alla ricerca di Nemo, diventando uno dei film di maggior successo di tutto il 2004.
Shrek 2 si trova al 19º posto nella classifica dei film d'animazione con maggiori incassi nella storia del cinema. Con un incasso totale di 20853554 € è il 52º film col maggiore incasso in Italia.

### Critica
Ha un indice di gradimento dell'89% basato su 239 recensioni professionali sul sito aggregatore di recensioni Rotten Tomatoes, con una valutazione media di 7,7/10. Il suo consenso critico recita: "Potrebbe non essere fresco come l'originale, ma l'umorismo d'attualità e i colorati personaggi secondari rendono Shrek 2 un vincitore a pieno titolo". Metacritic (che utilizza una media ponderata) ha assegnato al film un punteggio di 75 su 100 basato su 40 critici, indicando "recensioni generalmente favorevoli".
Roger Ebert ha dato al film tre stelle su quattro, dicendo che è "luminoso, vivace e divertente". James Kendrick di QNetwork ha elogiato la trama, definendola "familiare, ma divertente". JR Jones del Chicago Reader lo definì "intrattenimento per famiglie inattaccabile" e simile al primo film. Michael O'Sullivan del Washington Post lo definì "migliore e più divertente dell'originale".
Sebbene abbia scritto che non è buono come il primo film Kevin Lally del Film Journal International lo ha descritto come "fantasioso e spesso molto divertente". Peter Rainer della rivista New York, tuttavia, ha affermato che il film "riesce a annullare gran parte di ciò che ha reso il suo predecessore una tale gioiosa corsa generata dal computer".

## Riconoscimenti
- 2004 - British Comedy Awards
  - Candidatura al miglior film commedia
- 2004 - Festival di Cannes[18]
  - Candidatura alla Palma d'Oro a Andrew Adamson, Kelly Asbury e Conrad Vernon
- 2004 - Golden Trailer Awards
  - Candidatura al miglior film d'animazione/per la famiglia
- 2004 - Hollywood Film Festival
  - Film d'animazione dell'anno ad Andrew Adamson, Kelly Asbury e Conrad Vernon
- 2004 - Irish Film and Television Award[19]
  - Candidatura alla miglior attrice internazionale a Cameron Diaz
- 2004 - Phoenix Film Critics Society Awards
  - Miglior canzone originale (Accidentally in Love) ai Counting Crows
- 2004 - Premio BAFTA[20]
  - Kids' Vote
  - Candidatura al miglior film (Premio dei bambini)
- 2004 - Satellite Award
  - Candidatura al miglior film d'animazione o a tecnica mista
- 2004 - Teen Choice Awards[21]
  - Miglior film commedia
  - Candidatura al miglior film estivo
- 2004 - Visual Effects Society
  - Candidatura al miglior personaggio animato (Gatto con gli stivali) ad Antonio Banderas e Raman Hui
- 2005 - Annie Award
  - Candidatura al miglior film d'animazione
  - Candidatura al miglior regia ad Andrew Adamson, Kelly Asbury e Conrad Vernon
  - Candidatura al miglior recitazione ad Antonio Banderas
  - Candidatura al miglior sceneggiatura ad Andrew Adamson, Joe Stillman, J. David Stem e David N. Weiss
  - Candidatura al migliori effetti animati a Jonathan Gibbs
  - Candidatura al miglior colonna sonora ad Harry Gregson-Williams
  - Candidatura al miglior storyboarding a Conrad Vernon
- 2005 - BMI Film & TV Award[22]
  - Miglior colonna sonora ad Harry Gregson-Williams
  - Miglior canzone (Accidentally in Love) ai Counting Crows
- 2005 - Critics' Choice Awards
  - Candidatura al miglior film d'animazione
  - Candidatura alla miglior canzone (Accidentally in Love) ai Counting Crows

- 2005 - Dallas-Fort Worth Film Critics Association Award
  - Candidatura al miglior film d'animazione
- 2005 - Golden Globe[23]
  - Candidatura alla migliore canzone originale (Accidentally in Love) ai Counting Crows
- 2005 - Golden Reel Award
  - Candidatura al miglior montaggio sonoro in un film d'animazione
- 2005 - Grammy Award
  - Candidatura alla miglior compilation dalla colonna sonora ad Andrew Adamson, Chris Douridas e Michael Ostin
  - Candidatura alla miglior canzone (Accidentally in Love) ai Counting Crows
- 2005 - Kids' Choice Awards
  - Candidatura al miglior film
  - Candidatura al miglior recitazione a Cameron Diaz
  - Candidatura al miglior recitazione a Eddie Murphy
  - Candidatura al miglior recitazione a Mike Myers
- 2005 - MTV Movie Awards
  - Candidatura alla miglior performance comica ad Antonio Banderas
- 2005 - MTV Movie Awards México
  - Miglior doppiaggio a Eugenio Derbez (Ciuchino nella versione spagnola)
- 2005 - Nastro d'argento[24]
  - Candidatura al regista del miglior film straniero ad Andrew Adamson, Kelly Asbury e Conrad Vernon
- 2005 - People's Choice Awards
  - Miglior film commedia
  - Miglior film d'animazione
  - Miglior sequel
  - Miglior star in un film d'animazione a Eddie Murphy
  - Miglior cattivo a Jennifer Saunders
  - Candidatura al miglior film
- 2005 - Premio Oscar[25]
  - Candidatura al Miglior film d'animazione ad Andrew Adamson, Kelly Asbury e Conrad Vernon
  - Candidatura alla miglior canzone (Accidentally in Love) ai Counting Crows
- 2005 - Saturn Award
  - Candidatura al miglior film d'animazione
- 2005 - Teen Choice Awards[26]
  - Miglior film d'animazione/generato al computer
- 2005 - Young Artist Awards
  - Candidatura al miglior film d'animazione per la famiglia

## Cortometraggio
Sia in DVD che in VHS, il film è stato seguito da un cortometraggio di quiz musicale, intitolato L'idolo di Molto Molto Lontano (in originale Far Far Away Idol), dove i personaggi del film verranno scelti come vincitori dopo avere cantato.

## Sequel
Sono stati girati due sequel, Shrek terzo (2007) e Shrek e vissero felici e contenti (2010), mentre nel 2011 è uscito uno spin-off dal titolo Il gatto con gli stivali (2011), che vede come protagonista quest'ultimo e un sequel dello spin-off dal titolo Il gatto con gli stivali 2 - L'ultimo desiderio (2022).